# Dagmar Bartáková
Dagmar Bartáková (28. dubna 1943, Mnichovice – 6. srpna 1983, Praha) byla přednostka IV. odboru úřadu ústřední rady, vedoucí redaktorka Českého zápasu a duchovní Církve československé husitské.

## Život
V roce 1960 se přihlásila ke studiu na Husově československé bohoslovecké fakultě v Praze. Kněžské svěcení přijala 29. září 1964. Pro výborné studijní výsledky a znalost jazyků byla povolána do Úřadu ústřední rady Církve československé. Jako přednostka ekumenicko-zahraničního oddělení ideového odboru spolupracovala s ekumenickými grémii doma i v zahraničí. Podle možností kazatelsky vypomáhala v náboženské obci na Starém Městě v Praze. Po úmrtí dlouholetého šéfredaktora Českého zápasu Stanislava Lahodného se na podzim 1977 stala jeho nástupkyní. Ve funkci vedoucí redaktorky působila až do své smrti.